# بندر بن ثامر بن سعود آل سعود
الأمير بندر بن ثامر بن سعود بن عبد العزيز آل سعود أصغر أبناء الأمير ثامر بن سعود بن عبد العزيز آل سعود والدته الأميرة العنود بنت سعود بن عبد الله بن سعود بن فيصل آل سعود.

## دراسته
- أنهى دراسته الابتدائية والمتوسطة في مدارس الرياض
- أنهى دراسته الثانوية في معهد العاصمة النموذجي بالرياض
- حصل على شهادة البكالوريوس من جامعة سان فرانسيسكو usfca في ولاية كاليفورنيا الأمريكية

## مناصبه وأعماله
- عضو شرف لنادي الهلال السعودي
- المشرف العام على فريق شباب نادي الهلال لعامي 1991 - 1992
- رئيس اللجنة العليا المنظمة للبطولة الخليجية للناشئين والتي استضافها نادي الهلال عام 1992
- عضو اللجنة العليا المنظمة لبطولة الأندية العربية والتي استضافها نادي الهلال عام 1994
- عضو اللجنة العليا المنظمة لبطولة النخبة العربية الأولى والتي استضافها نادي الهلال عام 1995
- ترأس مجلس إدارة شبكة الزعيم الموقع الرسمي لنادي الهلال عام 2000

## إنجازاته
- تحقيق نادي الهلال بطولة المملكة للشباب لكرة القدم عام 1991
- تحقيق نادي الهلال بطولة المنطقة الوسطى للشباب لكرة القدم عام 1991
- تحقيق نادي الهلال المركز الثاني في بطولة المملكة للشباب لكرة القدم عام 1992
- تحقيق نادي الهلال بطولة المنطقة الوسطى للشباب لكرة القدم عام 1992
- تحقيق الموقع الرسمي لنادي الهلال المركز الأول أسيوياً والمركز الثالث عشر عالمياً في تصنيف اليكسا العالمي للمواقع الرياضية عام 2010
- تحقيق نادي الهلال السعودي جائزة النادي العربي الأكثر تأثيرا" على مواقع التواصل الاجتماعي عربيا عام 2015

## مشاركاته
- تطوع ضمن القوات السعودية المشاركة في حرب الخليج وتخرج ضمن الدفعة الأولى من المتطوعين بمدينة الرياض في حفل التخرج الذي أقيم في كلية الملك عبد العزيز الحربية في الرياض تحت رعاية أمير منطقة الرياض آنذاك سلمان بن عبدالعزيز آل سعود.

## حياته العائليه
زوجته الأميرة هيفاء بنت عبد المحسن بن عبد العزيز آل سعود (مطلقة)

## أبنائه
- فهد بن بندر بن ثامر بن سعود بن عبد العزيز آل سعود.